# 모리스 에반스
모리스 에번스(Maurice Herbert Evans, 1901년 6월 3일 ~ 1989년 3월 12일)는 영국의 영화 프로듀서, 연극 배우, 영화배우, 텔레비전 배우, 배우이다.

## 영화
- 혹성 탈출 탄생 스토리 (1998년)
- 카리브해의 비밀 (1983년)
- 바보 네이빈 (1979년)
- 밀납 인형관의 공포 (1973년) - 데니앨스 조사관 역
- 혹성 탈출 2 - 지하 도시의 음모 (1970년) - 자이우스 박사 역
- 타잔 - 론 엘리 편 4 (1968년)
- 로즈메리의 아기 (1968년) - 에드워드 허치 허친스 역
- 혹성탈출 (1968년) - 닥터 제이우스 역
- 다이아몬드 사나이 (1967년)
- 0011 나폴레옹 솔로 - 원 오브 아워 스파이스 이즈 미싱 (1966년)
- 배트맨 - 66년 TV 시리즈 (1966년)
- 워 로드 (1965년)
- 첩보원 0011 (1964년)
- 아내는 요술쟁이 (1964년)
- 카인드 레이디 (1951년)